# Gervasius de Tilbury
Gervasius de Tilbury (lat. Gervasius Tillebriensis, n. 1155 - d. 1234) a fost un jurist, om politic și cronicar englez.

## Viața
Gervasius de Tilbury a primit educație la curtea regelui Henric al II-lea al Angliei, apoi la Reims (în Franța), după care s-a transferat la Universitatea din Bologna, studiind astfel în principalul centru universitar de drept canonic al vremii.
Pasionat de filozofia naturală, Gervasius a trăit în Italia de sud, la curtea regelui Wilhelm al II-lea al Regatului Siciliei. În 1209 l-a însoțit pe împăratul Otto al IV-lea de la Braunschweig la Roma, unde acesta a obținut coroana imperială, Gervasius de Tilbury fiind ulterior numit mareșal al curții imperiale în Regatul de Arles. În cele din urmă Gervasius a fost constrâns să se retragă la Braunschweig, în Germania, alături de protectorul său.

## Opera
- Otia imperialia (1214), scriere laudativă dedicată protectorului său, împăratul Otto al IV-lea.